# Stadt Land Fluss
Stadt Land Fluss ist der deutsche Erstlingsspielfilm des Regisseurs Benjamin Cantu aus dem Jahr 2011. Der Film handelt von zwei jungen Männern, die sich bei der Arbeit in einem großen landwirtschaftlichen Betrieb ineinander verlieben, und thematisiert damit die Lebensrealität junger Homosexueller fernab der Großstadt. Der Coming-out-Film arbeitet mit Elementen der Scripted Reality.

## Handlung
Stadt Land Fluss beginnt mit dem Tagesablauf von Marko, der im Agrargenossenschaftsbetrieb Der Märker in Jänickendorf eine Ausbildung zum Landwirt macht: Szenen aus dem Berufsschulunterricht, Arbeitsberichte, Personalgespräch mit der Ausbildungsleiterin Frau Butsch, praktische Ausbildung im Stall, Mahlzeiten mit den Kollegen, Ernte einfahren. Nach Feierabend geht er lieber nach Hause, statt mit den anderen Auszubildenden zu chillen und ein Bier zu trinken oder etwas zu unternehmen. Marko trinkt keinen Alkohol, ist wortkarg und zieht sich lieber zurück. Er lebt, seit er 17 Jahre alt ist, alleine und von seiner alkoholkranken Mutter getrennt. Bald steht seine Abschlussprüfung zum Landwirt an und er weiß nicht recht, ob er danach von der Genossenschaft in eine Anstellung übernommen werden möchte. Er beendet seinen Tag, indem er zu Hause am Waschbecken masturbiert.
Am nächsten Tag kommt Jacob für ein Praktikum auf den Hof. Er hat seine Lehre zum Bankkaufmann abgebrochen und will sich nun in einer für ihn fremden Welt ausprobieren. Frau Butsch übernimmt Jacobs erste Einweisung im Stall,  Marko beobachtet ihn mit aufkeimendem Interesse und spricht ihn kurz an. Danach, als Jacob eine Wasserpumpe nicht abstellen kann, hilft ihm Marko, der zufällig zugegen ist. Nachmittags richtet es Marko so ein, dass er mit Jacob nach dessen Einweisung auf der Weide seine Freizeit verbringt. Sie gehen am nächsten Tag wieder zusammen schwimmen.
Jacob lebt sich zusehends in das Landleben ein und spürt die aufkeimende Sympathie für Marko. Ihre immer enger werdenden Begegnungssituationen im Arbeitsalltag wühlen vor allem Marko sichtbar auf, der zwischen Begehren und Abgrenzen hin und her schwankt. Nach einer gemeinsamen Pause in einem alten Lada ergreift Jacob die Initiative und küsst ihn. Danach zieht sich Marko zurück und blockt den Kontakt zu Jacob ab. Er kämpft mit seinen starken und fremden ambivalenten Gefühlen.
Am nächsten Tag fehlt Marko und Jacob fährt, als er ihn telefonisch nicht erreicht, mit einem alten abgestellten Auto, in dem Marko oft seine Pausen verbringt, zu dessen Wohnung und wartet dort auf ihn. Abends kommt Marko von seiner Abschlussprüfung zurück und lässt sich auf Jacobs Vorschlag hin, zusammen wegzufahren, spontan ein. Sie fahren ins 60 Kilometer entfernte Berlin, ziehen durchs Nachtleben und genießen ihr Zusammensein. Zurück im Auto küssen sie sich und geben sich ihrem gegenseitigen Begehren hin. Am nächsten Abend sind sie von ihrem Spontantrip zurück. Am darauffolgenden Tag treffen sie sich auf dem Hof der Genossenschaft, gehen aufeinander zu und umarmen sich öffentlich.

## Produktion
Stadt Land Fluss ist der erste Langfilm des Regisseurs Benjamin Cantu. Die ungewöhnliche Coming-out-Geschichte spielt im Fläming in Brandenburg. Produzent des Films ist Björn Koll, damals Geschäftsführer der Salzgeber & Co. Medien GmbH.
Cantu hatte die Idee eines Films „auf dem Land“, der aber in einem landwirtschaftlichen Großbetrieb spielen sollte und nicht auf einem idyllischen Hof. 2007 fuhr er dazu auf Motivsuche ins südliche Brandenburg und sah sich ehemalige LPGs an.
Die Agrargenossenschaft „Der Märker“ in Jänickendorf war dem Filmprojekt gegenüber aufgeschlossen und Cantu begann selbst, aushilfsweise auf dem Hof zu arbeiten, um die Lebensumstände, die Arbeitsabläufe und die Menschen kennenzulernen. Dabei konkretisierte sich die Filmidee hin zu einem „improvisierten“ Spielfilm, bei dem die Schauspieler und die fiktionale Handlung in die alltägliche Arbeit des Großbetriebs eingebunden sind. Als er dann seine Konzeption einer schwulen Liebesgeschichte auf dem Hof vorstellte, war er überrascht, dass die Auszubildenden und Mitarbeiter des Betriebs wenig Ressentiments zeigten und ihn ohne Vorbehalte unterstützten.
Bei der Realisierung des Filmprojektes waren die beiden Schauspieler Lukas Steltner als „Marko“ und Kai Michael Müller als „Jacob“ in den Betriebsalltag der Genossenschaft eingebunden. Die dreiwöchigen Dreharbeiten im August 2010 fanden mitten in der Getreideernte und mit großem Engagement der beteiligten Auszubildenden und Mitarbeiter statt, obwohl es erheblichen zusätzlichen Arbeitsaufwand für sie bedeutete. Bei der Uraufführung des Films auf der Berlinale 2011 waren sie anwesend und beantworteten Publikumsfragen.
Die Deutschlandpremiere von Stadt Land Fluss fand am 16. Februar 2011 auf der Berlinale statt, der Kinostart am 19. Mai 2011 (in limitierter Form bereits am 15. April 2011). Seit 25. Oktober 2011 ist der Film auf DVD erhältlich. Die Aufführungsrechte und der Vertrieb liegen beim Filmverleih Edition Salzgeber. Der Film ist ohne Altersbeschränkung freigegeben (FSK 0).

## Rezeption
Bei seiner Uraufführung fand Stadt Land Fluss ein geteiltes Kritiker-Echo. André Wendler hebt in sissy hervor, der Film spiele nicht in einer Welt, die nur für die Kamera geschaffen worden sei, und die große Pathosmaschine würde in ihm eben nicht angeworfen. Der Regisseur Jan Krüger schreibt in sissy, der Film erzeuge einen erfrischend anderen Blickwinkel auf alltägliche Banalitäten und scheinbar abgedroschene Sujets – er habe sich in ihn verliebt.
Christian Horn hebt die Authentizität und „kluge“ Konzeption des Films hervor. Der Film sei eine gelungene Synthese aus fiktionaler Geschichte und dokumentarischer Beobachtung, bei der keine Seite dominiere. Mit unaufdringlichen metaphorischen Bildern schaffe Cantu Eindeutigkeit in der Situation der Protagonisten. Zudem lobt Horn die Kameraarbeit von Alexander Gheorghiu.
Michael Kienzl charakterisiert den Film bei critic als relativ gering dramatisch verdichtet mit fahriger Kamera und improvisierten Dialogen. Mit verschiedenen ästhetischen Mitteln würden überstrapazierte Stimmungsbilder geschaffen, die dokumentarischen Augenblicke ließen den Blick für das Besondere vermissen. Die Coming-out-Geschichte würde sich zu routiniert an den üblichen Stationen entlanghangeln.
Martin Reichert von der taz überschreibt seine Landmänner-Kolumne mit: Wenn Heteros Homosexuelle spielen. Der Film habe Längen, wie sie auch das richtige Leben in Brandenburg zu bieten habe. Auf die offene Frage des Films, ob die beiden Protagonisten in ihrer Heimat bleiben könnten, setzt er die pessimistische These, dass Schwule vom Land sich immer noch erst in der Stadt befreien müssten, um dann in die Enge der Provinz zurückkehren zu können.
Das Lexikon des internationalen Films überzeugt an der „Coming-out“-Geschichte die „glaubwürdige Milieuzeichnung und de[r] sensible[] Realismus im Umgang mit den aufkeimenden Gefühlen sowie den damit einhergehenden Konflikten“.

## Auszeichnungen
Internationale Filmfestspiele Berlin 2011
- Auszeichnung mit dem Teddy Award in der Kategorie Leserpreis der Siegessäule „Else“

Chéries-Chéris – Festival du Film Lesbien, Gay, Bi, Trans & ++++ de Paris 2011
- Nominierung für den Grand Prize Chéries-Chéris als bester Spielfilm

Czech Gay and Lesbian Film Festival 2011 
- Nominierung für den Grand Jury Prize als bester Spielfilm
- Auszeichnung mit Honorable Mention of Capital